# Днепровский трамвай
Днепровский трамвай (укр. Дніпровський трамвай, до 2016 года – Днепропетровский трамвай) — система общественного электротранспорта в городе Днепр. Открыт 14 июня 1897 года. По состоянию на август 2024 года имеется 15 маршрутов, 175,65 км сети, 2 депо, вагоноремонтные мастерские и 276 вагонов.

## Маршруты
По состоянию на август 2024 года:
| №     | Начальная остановка    | Маршрут | Конечная остановка                  | Примечания                              |
| ----- | ---------------------- | --- | ----------------------------------- | --------------------------------------- |
| 1     | Железнодорожный вокзал | просп. Яворницкого — Центральная ул. — просп. Яворницкого — Соборная пл. — просп. Науки — ул. Севастопольская | Университет транспорта и технологии |                                         |
| 1К    | Железнодорожный вокзал | просп. Яворницкого | Центральная ул.                     | На время проведения работ               |
| 5     | ж/м Западный           | — ул. Западный Путь — просп. Сергея Нигояна — ул. Шухевича — ул. Львовская — ул. Антоновича — ул. Рабочая — просп. Леси Украинки — ул. Святослава Храброго — ул. Архитектора Олега Петрова — ул. Севастопольская | Университет транспорта и технологии |                                         |
| 6     | пл. Старомостовая      | Амурский мост — ул. Ивана Нечуй-Левицкого — ул. Энеиды | Институт минеральных ресурсов       |                                         |
| 7     | Пл. Старомостовая      | просп. Яворницкого — железнодорожный вокзал — просп. Яворницкого — ул. Степана Бандеры — просп. Леси Украинки — ул. Святослава Храброго — ул. Архитектора Олега Петрова — ул. Севастопольская                    | Университет транспорта и технологии | На время проведения работ               |
| 9     | пл. Старомостовая      | Амурский мост — ул. Ивана Нечуй-Левицкого — ул. Трамвайная — Конотопская ул. — ул. Любарского — Бердянская ул. — ул. Любарского — ул. Теробороны                                                                 | Мясокомбинат                        |                                         |
| 11    | Железнодорожный вокзал | ул. 128 Бригады Теробороны — ул. Львовская — ул. Антоновича — ул. Рабочая — ул. Криворожская — ул. Макарова — Призаводская ул. — ул. Строителей                                                                  | ДМЗ                                 |                                         |
| 12    | пл. Старомостовая      | Вокзальная ул. — ул. Княгини Ольги — ул. Степана Бандеры — просп. Леси Украинки — ул. Святослава Храброго — ул. Первозвановская — ул. Стражей Неба — ул. Грушевского — просп. Богдана Хмельницкого               | Завод металлоизделий                |                                         |
| 14    | Железнодорожный вокзал | ул. 128 Бригады Теробороны — ул. Львовская — ул. Шухевича — просп. Сергея Нигояна — ул. Западный Путь — ул. Даниила Галицкого                                                                                    | ж/м Западный                        | работает только в часы пик              |
| 15    | Железнодорожный вокзал | ул. 128 Бригады Теробороны — ул. Львовская — Гомельская ул. — просп. Мазепы — просп. Металлургов | ул. Криворожская                    |                                         |
| 16    | ул. Игоря Сикорского   | просп. Богдана Хмельницкого — ул. Черных Запорожцев | Шинный завод                        |                                         |
| 17    | пл. Старомостовая      | Вокзальная ул. — ул. Княгини Ольги — ул. Степана Бандеры — просп. Леси Украинки — бульвар Батальона Днепр | ул. Николая Руденко                 |                                         |
| 18    | ДЭВЗ                   | просп. Свободы — ул. Кайдакский Шлях — Кайдакский мост — Донецкое шоссе — просп. Мира | ж/м Левобережный-3                  |                                         |
| 19    | пл. Старомостовая      | Вокзальная ул. — ул. Княгини Ольги — ул. Академика Белелюбского — просп. Свободы — ул. Кайдакский Шлях — Кайдакский мост — Донецкое шоссе — просп. Мира                                                          | ж/м Левобережный-3                  |                                         |
| Ретро | Железнодорожный Вокзал | просп. Дмитрия Яворницкого | Центральная ул.                     | Курсирует ретро-вагон тёплое время года |

## История
Анонимная бельгийская компания, согласно договору с городом от 14 июня 1895 года, вложила в строительство свой капитал ожидая получить хорошие прибыли, и не ошиблась. Для строительства и эксплуатации трамвая в Екатеринославе организовано акционерное общество Société Anonyme Tramways électriques d’Ekaterinoslaw (Анонимное общество «Электрические трамваи Екатеринослава»). В 1897 году Екатеринослав стал третьим городом в Российской империи после Киева и Нижнего Новгорода, в котором открылся электрический трамвай.
Трамвайное движение в Екатеринославе было открыто 14 июня 1897 года шестью моторными вагонами немецкого производства MAN по маршруту колеёй 1000 мм и протяжённостью 6,1 км № 1 «Вокзал — Соборная пл. — Лагеря (сейчас — ул. Чернышевского)» по Екатерининскому просп. (сейчас — просп. Дмитрия Яворницкого) и Лагерной ул. (сейчас — просп. Гагарина). Тогда же на Озёрной пл. (сейчас — рынок «Озёрка») построено депо на 48 вагонов.
9 июля 1897 года введена новая линия от Екатерининского просп. по ул. Иорданской (сейчас — Коцюбинского) и ул. Караимской (сейчас — Липинского) до Купален (позже — Переправа, сейчас — у Центрального моста) и от Екатерининского просп. по Провиантской ул. (сейчас — ул. Пастера) до Речной пристани (сейчас — у Амурского моста), пущен маршрут № 2 (до 1918 года все номера трамвайных маршрутов в городе условны) «Пристань — Иорданская ул.».
10 июля 1897 года введена новая линия от Екатерининского просп. по ул. Александровской (сейчас — Сечевых стрельцов) и Базарной (сейчас — Святослава Храброго) до Сенного рынка (Большая Базарная ул.), пущен маршрут № 3 «Пристань — Базарная ул.».

### Маршруты на1 января1898 года
- 1 Вокзал — Соборная пл. — Лагеря
- 2 Пристань — Иорданская ул.
- 3 Пристань — Базарная ул.

В 1904 году городская управа решила строить свою (альтернативную бельгийской) трамвайную систему, которая соединила бы центр города с Брянским заводом (Чечеловкой). Строительство продолжалось в 1905—1906 году, было построено депо (в районе Брянского ж.-д. депо), были куплены немецкие (MAN) вагоны.
21 апреля 1906 года введена первая муниципальная линия трамвая «Вокзал — Военная ул. (сейчас — просп. Пушкина)» по Вокзальной ул., Широкой (позже - Шмидта,сейчас — часть ул. Степана Бандеры) и Гимнастической (позже - Шмидта,сейчас — часть ул. Степана Бандеры), пошёл первый муниципальный (не бельгийский) трамвай по Брянской линии. Линия была продлена до Брянского завода на Чечеловке уже 12 июня 1906 года по просп. Пушкина и Николаевскому просп. (сейчас — просп. Нигояна).
21 июля 1906 года введена новая линия «Гимнастическая ул. — Славянская ул.» по Пушкинской ул. (сейчас — просп. Пушкина), Б. Базарной ул., Первозванной ул. (сейчас — ул. Короленко), Больничной ул. (сейчас — Бородинская ул.) и Казанской ул. (сейчас — ул. Грушевского), пущен маршрут Казанской линии «Вокзал — Славянская ул. (или Казанская ул.)».
12 сентября 1907 года введена новая линия «Б. Базарная ул. — Городская Управа» по Первозванной ул. (сейчас — ул. Короленко) и Полицейской ул. (сейчас — ул. Шевченко), маршрут Брянской линии стал работать по линии «Городская управа — Брянский завод».

### Маршруты на1 января1908 года
- Бельгийская сеть
  - 1 Вокзал — Соборная пл. — Лагеря
  - 2 Пристань — Иорданская ул.
  - 3 Пристань — Базарная ул.
- Городская сеть
  - 4 (Казанская линия) Вокзал — Казанская ул.
  - 5 (Брянская линия) Городская управа — Брянский завод

В 1912 году введена новая городская линия «Городская управа — Артиллерийские лагеря (сейчас — Транспортный университет)» по Управской ул. (сейчас — Исполкомовская ул.), Столыпинской ул. (сейчас — ул. Чернышевского), Лагерной ул. (сейчас — просп. Гагарина), пущен маршрут № 6 «Городская управа — Артиллерийские лагеря».
Дальнейшее расширение сети было прекращено нехваткой средств и началом Первой мировой войны. В 1918 году бельгийский трамвай был национализирован (муниципализирован) и объединён с городским. В октябре 1919 года трамвайное движение в городе прекращено. Линия по ул. Иорданской м Караимской была разрушена. Регулярное движение (за исключением 2-х месяцев работы в 1920 году) возобновилось в сентябре 1921 года. Ходили бывшие (условная нумерация) маршруты № 1, № 3, № 4 и № 5. Депо бывшего бельгийского трамвая названо «депо № 1», а городского трамвая — «депо № 2».
8 ноября 1924 года введена новая (первая после Октябрьской революции) линия «Пристань — Кайдаки (до завода имени Петровского: до 1922 года — Брянский завод)» по 2-й Фабричной ул. и ул. Ударников, продлён до Кайдаков от Пристани маршрут № 3 «Кайдаки — Базарная ул.».
В 1925 году продлена линия от Брянской пл. (сейчас — пл. Металлургов) до завода имени Петровского (сейчас — пересечение ул. Маяковского и ул. Качалова), сюда пущен новый маршрут № 2 «Горсовет — Завод Петровского» по Исполкомовской ул., улицам Шевченко, Короленко, Чкалова, Пушкина, Калинина и Маяковского.
В 1925 году движение по Исполкомовской ул. закрыто, вместо неё трамвай пущен по ул. Чкалова от ул. Артёма до ул. Гоголя и дальше по ул. Чернышевского, маршрут № 5 продлён от Горсовета до Октябрьской пл. (сейчас — Парк имени Т. Шевченко) по ул. Чернышевского и Лагерной ул. (сейчас — просп. Гагарина).

### Маршруты на1 января1926 года
- 1 Вокзал — Октябрьская площадь — Лагерный базар (без изменений)
- 2 Горсовет — Завод Петровского
- 3 Кайдаки — Б. Базарная ул.
- 4 Вокзал — ул. Карла Либкнехта (ранее — Казанская ул.)
- 5 Октябрьская площадь — Завод Петровского

В феврале 1926 года продлена линия от завода имени Петровского до завода имени Ленина (сейчас — пересечение ул. Маяковского и просп. Калинина в районе Коксохимической ул.), продлены маршруты № 2 и № 5.
1 августа 1927 года введена новая линия «Кайдаки (завод имени Петровского) — Диевка (пл. Дзержинского)» по ул. Будённого (сейчас — просп. Свободы), продлён маршрут № 3 «Диевка — ул. Чкалова».
В 1928 году введена новая линия «просп. Пушкина — Кирпичные заводы» по ул. Юрия Савченко и Запорожской ул. (сейчас — ул. Войцеховича), пущен маршрут № 6 «Вокзал — Кирпичные заводы».
В 1928—1929 годах восстановлена (отремонтирована) линия «Лагерный базар — Транспортный институт (ранее — Артиллерийские лагеря)», пущен маршрут № 7 «Вокзал — Транспортный институт» по просп. Карла Маркса, ул. Артёма, Б. Базарной ул. (сейчас — ул. Чкалова), ул. Чернышевского, Лагерной ул. (сейчас — просп. Гагарина). Тогда же сокращён маршрут № 3 от ул. Чкалова до Центральной пл.: «Диевка — Центральная пл.».

### Маршруты на1 января1930 года
- 1 Вокзал — Октябрьская пл. — Лагерный базар
- 2 Горсовет — Завод имени Ленина
- 3 Центральная пл. — Диевка
- 4 Вокзал — ул. Карла Либкнехта
- 5 Октябрьская пл. — Завод имени Ленина
- 6 Вокзал — Кирпичные заводы
- 7 Вокзал — Транспортный институт

В 1930-х годах началась перестройка линий трамвая с 1000 мм колеи на стандартную 1524 мм колею в связи с прекращением производства в СССР узкоколейных вагонов.
6 ноября 1932 года введена новая (первая ширококолейная) линия «Вокзал — пос. Фрунзе (ранее — пос. Шляховка)» по современным ул. Курчатова, Леваневского и 7-й Чечеловской ул. (сейчас — Гомельская ул.), пущен маршрут № 8 «Вокзал — пос. Фрунзе». Построен ангар для ширококолейных трамваев.
С 1931 года ветка на Кирпичные заводы стала использоваться для грузовых целей, позже закрыт маршрут № 6: пассажирские перевозки здесь были полностью заменены грузовыми.
1 июня — 18 октября 1933 года перешивание (до 1941 года была трёхнитковая колея: и для узкоколейного, и для ширококолейного трамваев) линии маршрута № 2 «Исполкомовская ул. (Горсовет) — завод имени Ленина».
11 августа 1934 года окончено перешивание линии по маршруту № 1 «Вокзал — Октябрьская пл. — Лагерный базар», тогда же появилась линия по просп. Карла Маркса от ул. Кирова (сейчас — ул. О. Гончара) до Лагерной ул. (сейчас — Соборная ул.): образовалось кольцо по Октябрьской пл. (кольцом оборачивались трамваи маршрута № 5) и не заходили на вновь построенный участок трамваи маршрута № 1.
В ноябре 1934 года окончено перешивание линий «Вокзал — ул. Железнодорожная (сейчас — Вокзальная ул.) — ул. Отто Шмидта» и «ул. Чкалова — Больничная ул. — ул. Карла Либкнехта», ширококолейным стал и маршрут № 4.
В 1935 году расширена верхняя часть двухъярусного Амурского моста, здесь были уложены трамвайные рельсы (широкая колея), и 3 ноября 1935 года введена новая линия «пл. Островского — Амурский мост — Нижнеднепровск», пущен маршрут № 6 «пл. Островского — Нижнеднепровск».
В 1936 году введена новая линия от Амурского моста (Нижнеднепровск) до Амур-Нижнеднепровского райсовета (ж.-д. станция «Нижнеднепровск») по ул. Каруны и Ново-Заводской ул. (сейчас — ул. Бажова), продлён маршрут № 6 «пл. Островского — Станция Нижнеднепровск».
В январе 1937 года введена новая ширококолейная линия «ул. Каруны — завод имени Артёма» на левом берегу по Трамвайной ул., Белостокской ул. (сейчас — Ростовская ул.), Бердянской ул., пущен новый маршрут № 9 «пл. Островского — завод имени Артёма».
В 1937 году введена новая ширококолейная линия «пос. фрунзе — пос. Крупской» по просп. Петровского, продлён маршрут № 8 «Вокзал — пос. Крупской».
27 июля 1937 года введена новая ширококолейная линия «завод имени Ленина — Заводы (сейчас — ОАО „Днепротяжмаш“)», продлены до конечной остановки «Заводы» маршруты № 2 и № 5, пущен новый маршрут № 10 «Заводы — Транспортный институт».
31 декабря 1940 года введена новая ширококолейная линия «просп. Пушкина — пос. Шевченко (станция Фабричная)» по Рабочей ул., пущен новый маршрут № 11 «просп. Пушкина — пос. Шевченко».

### Маршруты на1 января1941 года
- 1 Вокзал — Октябрьская пл. — Лагерный базар (ширококолейный)
- 2 Горсовет — Заводы (ширококолейный)
- 3 Центральная пл. — Диевка (узкоколейный)
- 4 Вокзал — ул. Карла Либкнехта (ширококолейный)
- 5 Октябрьская пл. — Заводы (узкоколейный)
- 6 пл. Островского — Станция Нижнеднепровск (ширококолейный)
- 7 Вокзал — Транспортный институт (узкоколейный)
- 8 Вокзал — пос. Крупской (ширококолейный)
- 9 пл. Островского — завод имени Артёма (ширококолейный)
- 10 Заводы — Транспортный институт (узкоколейный)
- 11 просп. Пушкина — пос. Шевченко (ширококолейный)

Во второй половине 1941 года пущен маршрут № 12 «Вокзал — Центральная пл.».

### Во время Великой Отечественной войны
Движение было прекращено 20 августа 1941 года.
Восстановлено оккупационной властью в октябре 1941 года по маршрутам № 2 и № 5, а с января 1942 года и по маршрутам № 1, 4, 7, 8. Были демонтированы рельсы по маршрутам № 6, 9, 11.
Во время освобождения была полностью разрушена линия маршрута № 3.
В октябре — ноябре 1943 года восстановлена контактная сеть на маршруте № 1.
Первый послевоенный рейс по маршруту № 1 состоялся 14 ноября 1943 года.
1 марта 1944 года восстановлено движение маршрута № 2.
21 мая 1944 года восстановлено движение маршрута № 4 «Диспетчерская (пересечение ул. Степана Бандеры и просп. К. Маркса) — ул. Карла Либкнехта».
В июне 1944 года восстановлено кольцо на Центральной пл.
25 июня 1944 года пущен новый маршрут № 3 «Вокзал — Исполкомовская ул.».
14 октября 1944 года восстановлено движение на левом берегу (временно существовали 2 разобщённые системы) от старого Амурского моста (берег Днепра) до Нижнеднепровского базара и райисполкома, пущен маршрут № 6 — работал до конца 1945 года (был сильно повреждён).

### Маршруты на1 января1945 года
- 1 Вокзал — Октябрьская пл. — Лагерный базар
- 2 Горсовет — Заводы
- 3 Вокзал — Исполкомовская ул.
- 4 Диспетчерская — ул. Тельмана (или ул. Карла Либкнехта)
- 6 берег Днепра — Амур-Нижнеднепровский райисполком

В 1945 году маршрут № 4 продлён от Диспетчерской по ул. Горького до кольца улицами Ленинградской, Пастера и Вокзальной (конечная называлась «Вокзал» — сейчас «пл. Островского»).
13 сентября 1945 года восстановлен узкоколейный маршрут № 7 «ул. Широкая — Транспортный институт», закрыт маршрут № 3.
13 сентября 1945 года маршрут № 1 разделён на маршрут № 1 «Вокзал — Центральная пл.» и маршрут № 1а «Центральная пл. — Октябрьская пл.».
1 ноября 1946 года восстановлена ширококолейная линия «просп. Пушкина — пос. Шевченко» и продлена до Автозавода (сейчас — «Южмаш») по Рабочей ул., Криворожской ул., Большевистской ул., пущен маршрут № 11 «просп. Пушкина — Автозавод», позже продлён до горсовета.
Во второй половине 1940-х годов пущен новый маршрут № 12 «Вокзал — Автозавод».
7 ноября 1947 года восстановлена ширококолейная линия «Вокзал — пос. Крупской», пущен маршрут № 8 «просп. Карла Маркса — пос. Крупской».
15 августа 1948 года линия «ул. Чернышевского (Лагерное кольцо) — Транспортный институт» перешито на широкую колею: все линии стали ширококолейными, маршруты № 1а и № 7 закрыты, а маршрут № 1 продлён от Центральной пл. до Транспортного института. Узкоколейная линия на части ул. Чернышевского от Лагерной ул. до Исполкомовской ул., а также линия по ул. Артёма от просп. К. Маркса до ул. Чкалова была демонтирована.
В 1949 году кольцо с ул. Ленинградской перенесено на ул. Пастера, а также продлено по Привокзальной ул. от ул. Пастера до вокзала.
7 ноября 1949 года восстановлена (построена заново ширококолейной) линия от ул. Пастера до пл. Дзержинского (Диевка), пущен новый маршрут № 3.

### Маршруты на1 января1950 года
- 1 Вокзал — Октябрьская пл. — Транспортный институт (ДИИТ — Днепропетровский институт инженеров транспорта)
- 2 Горсовет — Заводы
- 3 Центральная пл. — Диевка
- 4 Вокзал — ул. Тельмана
- 8 просп. Карла Маркса — пос. Крупской
- 11 Горсовет — Автозавод
- 12 Вокзал — Автозавод

7 ноября 1950 года методом народной стройки восстановлена левобережная линия (без связи с Правым берегом) «Нижнеднепровск — завод имени Артёма», пущен маршрут № 9.
1 ноября 1951 года реконструированы рельсы на Привокзальной пл., сняты рельсы с Привокзальной ул.
5 ноября 1954 года введена новая линия на левом берегу «завод имени Артёма — Мясокомбинат» по ул. Молодогвардейской, продлён маршрут № 9 «Нижнеднепровск — Мясокомбинат».
В сентябре 1955 года продлена линия от Автозавода (сейчас — «Южмаш») до станции «Холодильная» (Второе производство, ДМЗ) по ул. Призаводской, продлён маршрут № 11 «Вокзал — Машиностроительный завод» (маршрут № 12 к этому времени был закрыт, а до Исполкомовской ул. пущен маршрут № 10 «Исполкомовская ул. — Машиностроительный завод»).
10 сентября 1955 года восстановлено движение трамваев по Амурскому мосту, объединены 2 изолированные с 1941 года системы, пущены маршруты:
- 6 Вокзал — Амур-Нижнеднепровский райсовет (Нижнеднепровск)
- 9 Вокзал — Мясокомбинат

В середине 1950-х годов пущен новый маршрут № 13 «Исполкомовская ул. — Киевская ул. (пос. Крупской)».
В августе 1957 года введена новая линия от Центральной пл. по Литейной ул. (сейчас — ул. Ширшова) до пл. Демьяна Бедного (позже — «Больница»), разобрана линия на пл. В. Ленина (в длину квартала перенесена на Центральную ул.), продлён маршрут № 3 «пл. Демьяна Бедного — ДПРЗ (Днепропетровский паровозоремонтный завод; Диевка)» и № 6 «пл. Демьяна Бедного — Амур-Нижнеднепровский райсовет».
6 октября 1957 года введена новая линия «Заводы — Лакокрасочный завод», пущен новый маршрут № 14 «Горсовет — Лакокрасочный завод».
20 декабря 1957 года закрыта линия по просп. Калинина от Рабочей ул. до Орловской ул. — рельсы перенесены на ул. Бабушкина и ул. Свердлова, изменено движение маршрутов № 2, № 11 и № 14 (без изменения конечных).
6 ноября 1958 года введена новая линия «ул. Тельмана — Завод тяжёлых прессов (сейчас — Автобаза)» по ул. Карла Либкнехта и Днепропетровской ул. (сейчас — ул. Героев Сталинграда), пущен новый маршрут № 12 «ул. Тельмана — Завод прессов».

### Маршруты на1 января1960 года
- 1 Вокзал — ДИИТ (Транспортный институт)
- 2 Горсовет — Заводы (ДЗМО)
- 3 пл. Демьяна Бедного — ДПРЗ (Диевка)
- 4 Вокзал — ул. Тельмана
- 6 пл. Демьяна Бедного — Амур-Нижнеднепровский райсовет (Нижнеднепровск)
- 8 Вокзал — Киевская ул. (пос. Крупской)
- 9 Вокзал — Мясокомбинат
- 10 Исполкомовская ул. — Машиностроительный завод
- 11 Вокзал — Машиностроительный завод
- 12 ул. Тельмана — Завод прессов
- 13 Исполкомовская ул. — Киевская ул. (пос. Крупской)
- 14 Горсовет — Лакокрасочный завод

1 мая 1960 года трамвайные рельсы перенесены с ул. Вузовской (ранее — ул. Лагерная, сейчас — просп. Гагарина) на ул. Севастопольскую, маршрут № 1 перенесён без изменения конечных.
3 ноября 1960 года введена новая линия «Киевская ул. — Криворожская ул.» по просп. Металлургов, сюда продлён маршрут № 13 «Исполкомовская ул. — Криворожская ул.» и пущен новый маршрут № 15 «Вокзал — Криворожская ул.».
6 ноября 1960 года в связи с открытием новопостроенного шинного завода введена новая линия «ул. Днепропетровская (сейчас — просп. Богдана Хмельницкого) — Шинный завод» по ул. Кротова, пущен новый маршрут № 16 «ул. Тельмана — Шинный завод». Конечная остановка «Шинный завод» находилась около первого производства — цеха ПМШ (сейчас — остановка «Поликлиника шинного завода»)
6 ноября 1960 года введена новая линия «Исполкомовская ул. — ул. Вузовская» по ул. Чернышевского (здесь до 1948 года ходил узкоколейный трамвай), пущены маршруты:
- 5 Заводы (ДЗМО) — ДИИТ (Транспортный институт)
- 7 Вокзал — просп. Пушкина — ДИИТ (Транспортный институт)

В 1960 году демонтирован узкоколейный участок по просп. Карла Маркса от ул. Кирова (сейчас — ул. О. Гончара) до ул. Вузовской (сейчас — Соборная ул.), который не использовался ещё с довоенных времён.
1 апреля 1961 года пущен маршрут № 6а «Вокзал — Амур-Нижнеднепровский райсовет (Нижнеднепровск)» (закрыт во второй половине 1960-х годов).
В октябре 1967 года восстановлена линия от просп. Пушкина до бывших кирпичных заводов по ул. Ю. Савченко и ул. Войцеховича (в 1930-х — 1940-х годах — грузовая линия), пущен маршрут № 17 «Вокзал — ДТРЗ». Здесь же было открыто новое трамвайное депо № 3.
Во второй половине 1960-х годов конечная части маршрутов, идущих до вокзала была перенесена на «пл. Островского»: № 9 и № 17, и на «Вокзальная ул.»: № 4 и № 7, закрыты маршруты № 6а, № 13, маршруты № 2 и № 5 продлены до Лакокрасочного завода, маршрут № 2 также перенесен с Горсовета на ул. Исполкомовскую, а маршрут № 14 перенесен с Горсовета на Вокзал.
В 1968 году закрыта линия от Центральной пл. до пл. Демьяна Бедного, конечная маршрутов № 3 и № 6 перенесена на пл. Островского.
В 1968 году построено трамвайное кольцо в районе ул. Тельмана по ул. Кооперативная, ул. Володарская, ул. Тельмана (новая конечная маршрутов № 12 и № 16 — «ул. Володарского»). Кольцо существовало до 1972 года.
В 1969 году в связи с открытием второго производства шинного завода (цех КГШ) линия маршрута № 16 была продлена от цеха ПМШ до цеха КГШ (сейчас одноимённая конечная). Осталась неизменной по сей день.

### Маршруты на1 января1970 года
- 1 Вокзал — просп. К. Маркса — ДИИТ (Транспортный институт)
- 2 Исполкомовская ул. — Лакокрасочный завод
- 3 пл. Островского — ДПРЗ (Кайдаки)
- 4 Вокзальная ул. — ул. Тельмана
- 5 Лакокрасочный завод — просп. Пушкина — ДИИТ (Транспортный институт)
- 6 пл. Островского — Амур-Нижнеднепровский райсовет
- 7 Вокзальная ул. — просп. Пушкина — ДИИТ (Транспортный институт)
- 8 Вокзал — Киевская ул.
- 9 пл. Островского — Мясокомбинат
- 10 Исполкомовская ул. — Машиностроительный завод
- 11 Вокзал — Машиностроительный завод
- 12 ул. Володарского — Завод прессов
- 14 Вокзал — Лакокрасочный завод
- 15 Вокзал — Криворожская ул.
- 16 ул. Володарского — Шинный завод
- 17 пл. Островского — Трамвайное депо № 3 (ДТРЗ)

1 мая 1970 года введена новая линия «Лакокрасочный завод — Микрорайон „Западный“» по ул. Будённого, продлены маршруты № 5 и № 14.
В 1970-х годах закрыт маршрут № 2.
В 1972 году закрыто кольцо в районе ул. Володарского, конечной маршрутов № 12 и № 16 вновь стала «ул. Тельмана».
В дальнейшем конечные остановки маршрутов № 12 и 16 были продлены с ул. Тельмана до пл. Островского. 4-й маршрут предназначался, как разгрузочный, а также был введён маршрут 10-а, который курсировал от ул. Тельмана, далее по ул. Карла Либкнехта, Чкалова, просп. Пушкина и дальше по Рабочей ул. до ДМЗ (представлял собой симбиоз 4-го и 10-го маршрутов)
В 1974 году закрыта линия от ул. Чкалова по ул. Короленко и ул. Шевченко до Горсовета (не использовалась с конца 1960-х годов).
В 1976 году открыт вагоноремонтный завод.
В 1985 году в связи с большой аварией на ул. Короленко 4-й маршрут был восстановлен, а 12-й и 16-й маршруты перестали ходить до пл. Островского — их конечная вернулась на ул. Тельмана.
В 1986 году закрыто в связи со строительством метрополитена кольцо «Вокзал» на пл. Петровского: маршрут № 1 перенесен на пл. Островского, № 8 перенесен к заводу имени Ленина, а маршруты № 11, № 14 и № 15 перенесены на временное кольцо на ул. Курчатова. С ул. Вокзальной конечная маршрутов № 4 и № 7 перенесена на пл. Островского.

### Маршруты на1 января1990 года
- 1 пл. Островского — просп. К. Маркса — ДИИТ (Транспортный институт)
- 3 пл. Островского — ДЭВЗ (Кайдаки)
- 4 пл. Островского — ул. Тельмана
- 5 Микрорайон «Западный» — просп. Пушкина — ДИИТ (Транспортный институт)
- 6 пл. Островского — Институт минеральных ресурсов (Амур-Нижнеднепровский райсовет)
- 7 пл. Островского — просп. Пушкина — ДИИТ (Транспортный институт)
- 8 Трубопрокатный завод имени Ленина — ул. Давыдова (ранее — Киевская ул.)
- 9 пл. Островского — Мясокомбинат
- 10 Исполкомовская ул. — ДМЗ (Днепровский Машиностроительный завод)
- 11 Вокзал (ул. Курчатова) — ДМЗ
- 12 ул. Тельмана — ПО тяжёлых прессов (пос. Мирный)
- 14 Вокзал (ул. Курчатова) — Микрорайон «Западный»
- 15 Вокзал (ул. Курчатова) — Криворожская ул.
- 16 ул. Тельмана — Шинный завод
- 17 пл. Островского — ДТРЗ (ул. Войцеховича)

Во второй половине 1990-х годов закрыт маршрут № 8 «Трубопрокатный завод имени Ленина — ул. Давыдова».
В конце 1995 года возвращены к «Вокзалу» (пл. Петровского) маршруты № 1, № 11, № 14 и № 15.
20 декабря 1996 года введена новая линия «просп. Свободы — Кайдакский мост — Микрорайон „Левобережный-3“ (ул. Генерала Захарченко)», пущен маршрут № 18 «ДЭВЗ (Кайдаки) — микрорайон „Левобережный-3“».
21 февраля 1997 года пущен новый маршрут № 19 «пл. Островского — Микрорайон „Левобережный-3“ (ул. Генерала Захарченко)».
В 1998 году закрыто депо № 1, здесь организованы вагоноремонтные мастерские и управление.
В 2015 году мастерские переехали на территорию депо № 2. Рельсы разобрали..

### Маршруты на1 января2000 года
- 1 пл. Петровского — просп. К. Маркса — ДГТУЖТ (Транспортный университет)
- 3 пл. Островского — ДЭВЗ (Кайдаки)
- 4 пл. Островского — ул. Тельмана
- 5 Микрорайон «Западный» — просп. Пушкина — ДГТУЖТ (Транспортный университет)
- 6 пл. Островского — Институт минеральных ресурсов (Амур-Нижнеднепровский райсовет)
- 7 пл. Островского — просп. Пушкина — ДГТУЖТ (Транспортный университет)
- 9 пл. Островского — Мясокомбинат
- 10 Исполкомовская ул. — ЮМЗ(«Южный машиностроительный завод»)
- 11 пл. Петровского — ДМЗ
- 12 ул. Тельмана — ПО тяжёлых прессов (пос. Мирный)
- 14 пл. Петровского — Микрорайон «Западный»
- 15 пл. Петровского — Криворожская ул.
- 16 ул. Тельмана — Шинный завод
- 17 пл. Островского — ДТВРЗ (ул. Войцеховича)
- 18 ДЭВЗ (Кайдаки) — микрорайон «Левобережный-3»
- 19 пл. Островского — микрорайон «Левобережный-3»

В январе 2003 года закрыт маршрут № 10.
В марте 2003 года закрыт маршрут № 3.
В 2008 году закрыт маршрут № 7.
В 2008 году закрыт маршрут № 14.
1 июля 2011 года восстановлен маршрут № 14 «пл. Петровского — Микрорайон „Западный“» (пиковый).
29 сентября 2011 года восстановлен маршрут № 7 «пл. Островского — Транспортный университет»
20 апреля 2012 года маршрут № 12 «пос. Мирный — ул. Тельмана» продлен до пл. Островского, а маршрут № 4 «пл. Островского — ул. Тельмана» закрыт. Таким образом, 10 из 13 маршрутов идут в район вокзала.
По просьбе горожан в Днепропетровске с 18 июня 2012 года возобновлено движение трамвая № 4 сообщением ул. Тельмана — пл. Островского. При этом по маршруту № 4 будет курсировать и трамвай № 12, движение которого с 20 апреля было продлено до пл. Островского.
В 2019 году маршрут № 4 снова был отменён.

## Подвижной состав
В настоящее время маршруты обслуживаются 234 вагонами типа:
- Tatra T6A2M (29 вагонов) с февраля 2013 года из Берлина
- Tatra T3SU (64 вагона в рабочем состоянии из 394) с 1968 года
- Tatra T3DC (26 вагонов) с 2003 года
- Tatra T4D (39 вагонов) с января 2011 года
- Tatra-Юг T6B5 (12 вагонов) с 1996 года
- Tatra T4D-M1; Tatra T4D-M2 (65 вагонов) с 2019 года из Лейпцига
- КТМ-5М3 (8 вагонов из 232) с 1970 года 1501 1507 1510 2201 2202 2191 2192  2211
- КТМ-8К (5 вагонов из 7) с 1991 года  2210 2214 2215 2216 2218
- КТМ-8КМ (20 вагонов из 24) с 1995 года 2219 2221 2223-2224 2225 2226 2228 2229-2230 2231 2232 2233-2234 2235 2236 2237-2238 2239-2240 2241 2242
- Tatra T6A5 (1 вагон) 1384 из Остравы с 2023

Ранее были также:
- 2-осные моторные немецкие (открытые и закрытые) (106 вагонов) в 1897—1932
- 2-осные прицепные немецкие (открытые) (45 вагонов) в 1898—1932
- 2-осные моторные Х+М (121 вагон) в 1926—1968 — заводов: николаевского, киевского, мытищинского, усть-катавского
- 2-осные прицепные Х+М (121 вагон) в 1926—1968
- М1 (5 вагонов) в 1961—1967
- КТВ-59/КТП-59 (1/1 вагон) в 1962—1970
- КТМ-1/КТП-1 (60/61 вагон) в 1949—1971
- МТВ-82 (27 вагон) в 1953—1979
- Gotha T59/B59 (15/15 вагонов) в 1959—1970
- Gotha T2-62/B2-62 (11/11 вагонов) в 1962—1970
- КТМ-2/КТП-2 (143/143 вагона) в 1963—1985
- Tatra T2 (1 вагон) в 1961—1964

В период с 2011 год по 2021—2023 год (10—12 лет) администрация города хочет полностью заменить составы на более новые и оборудовать их для удобства инвалидов. Вагоны типа «КТМ» планируется списать к 2028-му году, составы, прошедшие капитальный ремонт, выставят на межгородской аукцион. Несколько составов уже заменили на новые (работают на маршрутах № 1, 11, 15).
В городе работает трамвай «Ретро» по маршруту «ЦУМ — Вокзал», который в 1997 году был переделан из вагона модели КТМ-2. На самом трамвае маршрутная вывеска гласит «Вокзал» — «Центр».
Разворот трамвая происходит на разворотном треугольнике на ул. Вячеслава Липинского, что создаёт определённые проблемы встречному автотранспорту.
В город приехали все 20 вагонов Tatra T4, 6 из них уже работают на 11 и 15 маршрутов. Остальные 14 должны выйти на линию до конца 2019 года.
На всех вагонах стоят GPS-трекеры. По городу работает более 150 табло  оповещения. Трамваи и троллейбусы можно отследить через интернет.
В планах на 2020–2021 год капитально отремонтировать рельсовый путь по маршрутам №1 и №19. И на эти 2 маршрута купить новые современные трамваи. А так же за 2020–2021 купить в Лейпциге ещё 80 таких же трамваев.
В 2025 году 5 Февраля Город подписал соглашение с днепровским производителем Tatra-YUG на поставку пяти новых трамваев К1Т306.

### Книги
- Науменко І. М. З вершини століття : короткий нарис історії будівництва і розвитку електричного транспорту міста Дніпропетровська :  [укр.]. — Дніпропетровськ : Пороги, 1997. — 118 с. — ISBN 966-525-033-7.
- Веклич В. Ф., Збарский Л. В. Проблемы и перспективы развития трамвайного транспорта в Украинской ССР. — Киев : Общество «Знание» УССР, 1980. — 17 с. — (Строительство и архитектура / Общество «Знание» УССР).
- Веклич В. Ф. Новые технические решения на городском электрическом транспорте. — Киев : Будівельник, 1975. — 62 с. — (Строительство и архитектура / Общество «Знание» УССР).
- Електротранспорт України : енциклопедичний путівник :  [укр.] / Сергій Тархов, Кость Козлов, Ааре Оландер. — Київ : Варто, 2010. — 912 с. — ISBN 978-966-2321-11-1.